# Lubersac
Lubersac (Libèrçac en occitan) est une commune française dans le département de la Corrèze en région Nouvelle-Aquitaine.

## Géographie

### Communes limitrophes
Les communes limitrophes sont  Arnac-Pompadour, Benayes, Beyssac, Coussac-Bonneval, Les Trois-Saints, Montgibaud, Saint-Julien-le-Vendômois et Troche.
| Coussac-Bonneval (Haute-Vienne) | Montgibaud | Benayes          |
| Saint-Julien-le-Vendômois       | Lubersac   | Les Trois-Saints |
| Arnac-Pompadour                 | Beyssac    | Troche           |

### Localisation
Lubersac est située entre Uzerche 14 km et Arnac-Pompadour 6 km et à une cinquantaine de kilomètres des villes de Tulle, Brive et Limoges, sur des plateaux assez échancrés. Elle est limitrophe du département de la Haute-Vienne.
Accès par l'A20 sortie 44.
Lubersac est, à vol d'oiseau, distante de :
| Ville     | Distance | Ville            | Distance |
| --------- | -------- | ---------------- | -------- |
| Limoges   | 44,5 km  | Paris            | 386,5 km |
| Poitiers  | 151 km   | Clermont-Ferrand | 136 km   |
| Bordeaux  | 169,5 km | Toulouse         | 204,5 km |
| Orléans   | 276,5 km | Nantes           | 301 km   |
| Lyon      | 269,5 km | Montpellier      | 283 km   |
| Rennes    | 378,5 km | Dijon            | 349 km   |
| Marseille | 396 km   | Besançon         | 407,5 km |
| Rouen     | 445,5 km | Caen             | 437 km   |
| Reims     | 468,5 km | Lille            | 590 km   |
| Metz      | 545 km   | Strasbourg       | 594,5 km |

### Climat
Pour des articles plus généraux, voir Climat de la Nouvelle-Aquitaine et Climat de la Corrèze.
Historiquement, la commune est dans une zone de transition entre les climats océaniques aquitain et limousin.  
En 2020, Météo-France publie une typologie des climats de la France métropolitaine dans laquelle la commune est exposée à un climat océanique altéré et est dans la région climatique Ouest et nord-ouest du Massif Central, caractérisée par une pluviométrie annuelle de 900 à 1 500 mm, maximale en automne et en hiver.
Pour la période 1971-2000, la température annuelle moyenne est de 11,2 °C, avec  une amplitude thermique annuelle de 14,6 °C. Le cumul annuel moyen de précipitations est de 1 137 mm, avec 13,1 jours de précipitations en janvier et 7,8 jours en juillet. Pour la période 1991-2020, la température moyenne annuelle observée sur la station météorologique installée sur la commune est de 11,7 °C et le cumul annuel moyen de précipitations est de 1 130,6 mm,. Pour l'avenir, les paramètres climatiques de la commune estimés pour 2050 selon différents scénarios d’émission de gaz à effet de serre sont consultables sur un site dédié publié par Météo-France en novembre 2022.
| Mois                                  | jan.            | fév.           | mars           | avril           | mai             | juin          | jui.          | août           | sep.          | oct.          | nov.            | déc.           | année      |
| ------------------------------------- | --------------- | -------------- | -------------- | --------------- | --------------- | ------------- | ------------- | -------------- | ------------- | ------------- | --------------- | -------------- | ---------- |
| Température minimale moyenne (°C)     | 1               | 0,7            | 3,1            | 5               | 8,3             | 11,5          | 13,1          | 13,1           | 9,9           | 7,7           | 3,8             | 1,6            | 6,6        |
| Température moyenne (°C)              | 4,5             | 5              | 8,2            | 10,6            | 14,1            | 17,5          | 19,3          | 19,4           | 15,9          | 12,5          | 7,7             | 5,2            | 11,7       |
| Température maximale moyenne (°C)     | 7,9             | 9,3            | 13,3           | 16,1            | 20              | 23,5          | 25,6          | 25,7           | 21,9          | 17,3          | 11,5            | 8,7            | 16,7       |
| Record de froid (°C) date du record   | −11,4 31.01.10  | −15,3 09.02.12 | −12,1 01.03.05 | −4,3 22.04.1991 | −1,4 14.05.1995 | 2,9 01.06.11  | 5,1 17.07.00  | 3,8 29.08.1998 | 0,1 25.09.02  | −5 25.10.03   | −9,9 22.11.1998 | −12,2 24.12.01 | −15,3 2012 |
| Record de chaleur (°C) date du record | 17,8 30.01.1992 | 24 27.02.19    | 25 19.03.05    | 28,8 30.04.05   | 31,8 25.05.17   | 38,2 27.06.19 | 38,7 25.07.19 | 38,5 04.08.03  | 34,3 12.09.22 | 30,9 01.10.23 | 22,5 07.11.15   | 17,5 17.12.15  | 38,7 2019  |
| Précipitations (mm)                   | 103             | 82,8           | 85,2           | 103,1           | 98,1            | 86,5          | 68,3          | 78,2           | 86,8          | 105           | 117,4           | 116,2          | 1 130,6    |

## Urbanisme

### Typologie
Au 1er janvier 2024, Lubersac est catégorisée commune rurale à habitat dispersé, selon la nouvelle grille communale de densité à 7 niveaux définie par l'Insee en 2022.
Elle est située hors unité urbaine et hors attraction des villes,.

### Occupation des sols
L'occupation des sols de la commune, telle qu'elle ressort de la base de données européenne d’occupation biophysique des sols Corine Land Cover (CLC), est marquée par l'importance des territoires agricoles (82,9 % en 2018), une proportion sensiblement équivalente à celle de 1990 (82,7 %). La répartition détaillée en 2018 est la suivante : 
prairies (42,8 %), zones agricoles hétérogènes (36,5 %), forêts (13,7 %), zones urbanisées (3,4 %), terres arables (3,4 %), cultures permanentes (0,3 %).
L'évolution de l’occupation des sols de la commune et de ses infrastructures peut être observée sur les différentes représentations cartographiques du territoire : la carte de Cassini (XVIIIe siècle), la carte d'état-major (1820-1866) et les cartes ou photos aériennes de l'IGN pour la période actuelle (1950 à aujourd'hui).

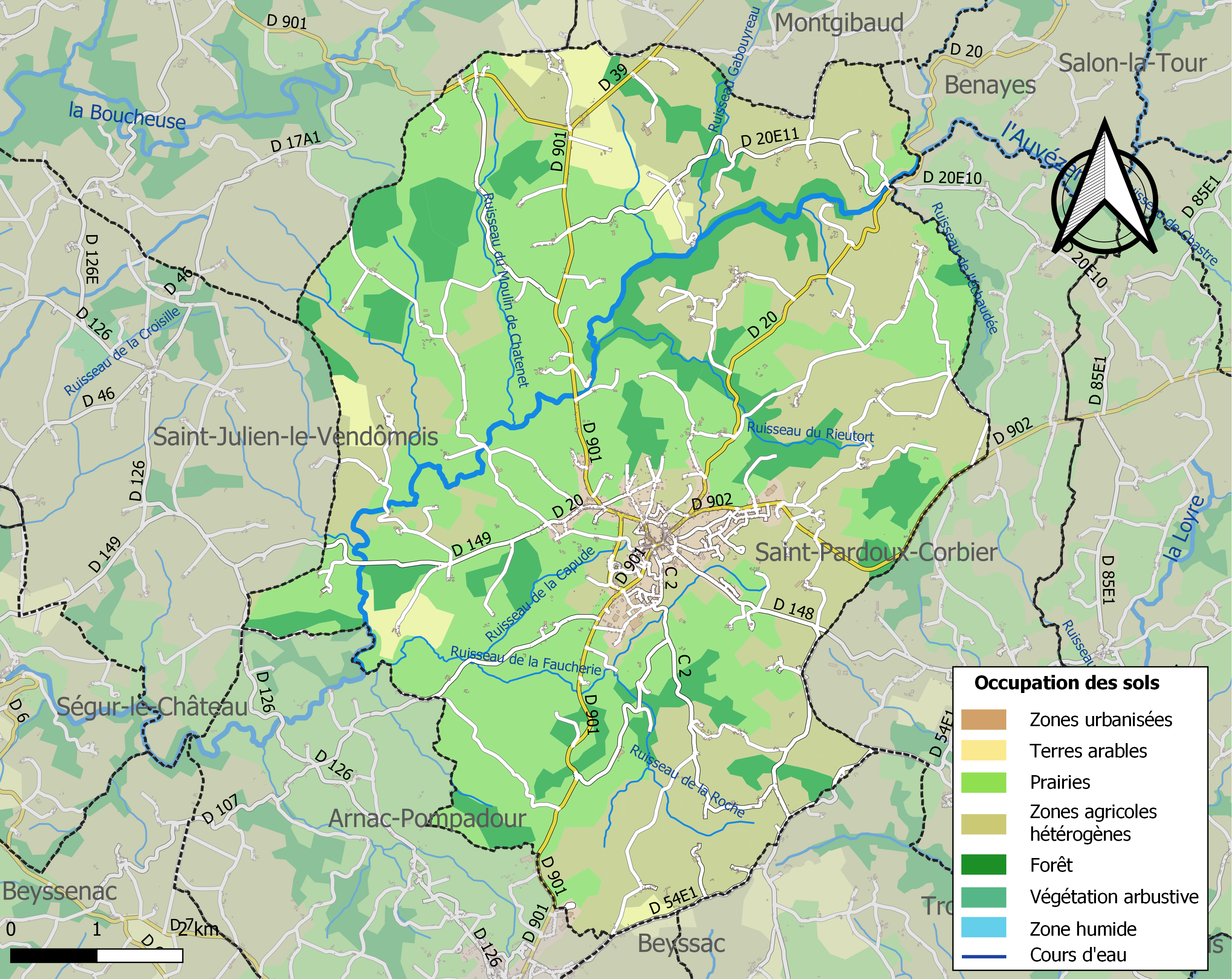
Carte des infrastructures et de l'occupation des sols de la commune en 2018 (CLC).

### Transport routier
- Réseau Réseau interurbain de la Corrèze

### Risques majeurs
Le territoire de la commune de Lubersac est vulnérable à différents aléas naturels : météorologiques (tempête, orage, neige, grand froid, canicule ou sécheresse), feux de forêts et séisme (sismicité très faible). Il est également exposé à un risque particulier : le risque de radon. Un site publié par le BRGM permet d'évaluer simplement et rapidement les risques d'un bien localisé soit par son adresse soit par le numéro de sa parcelle.

#### Risques naturels

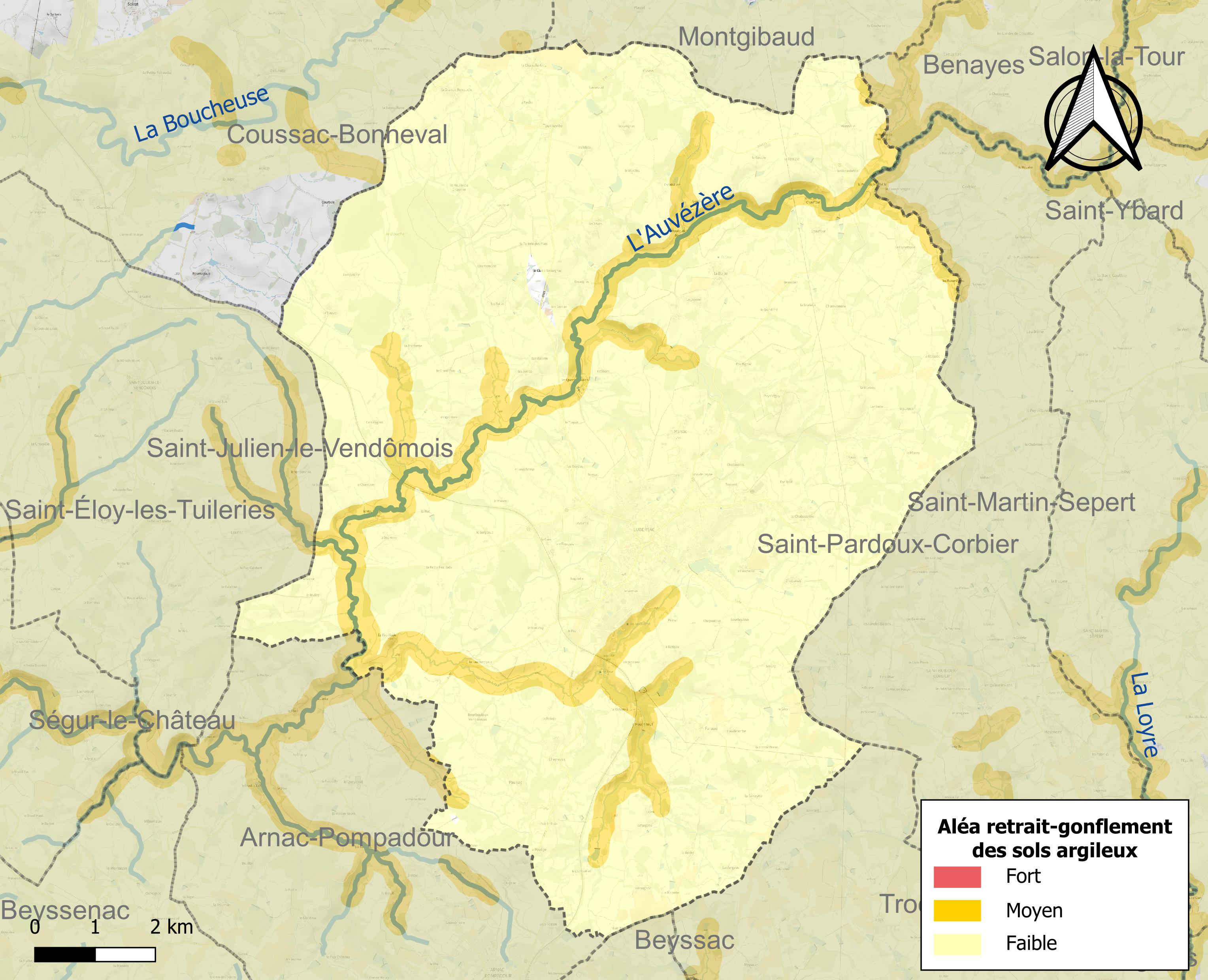
Carte des zones d'aléa retrait-gonflement des sols argileux de Lubersac.

Le retrait-gonflement des sols argileux est susceptible d'engendrer des dommages importants aux bâtiments en cas d’alternance de périodes de sécheresse et de pluie. 12,6 % de la superficie communale est en aléa moyen ou fort (26,8 % au niveau départemental et 48,5 % au niveau national). Sur les 1 329 bâtiments dénombrés sur la commune en 2019,  16 sont en aléa moyen ou fort, soit 1 %, à comparer aux 36 % au niveau départemental et 54 % au niveau national. Une cartographie de l'exposition du territoire national au retrait gonflement des sols argileux est disponible sur le site du BRGM,.
Concernant les feux de forêt, aucun plan de prévention des risques incendie de forêt (PPRIF) n’a été établi en Corrèze, néanmoins le code de l’urbanisme impose la prise en compte des risques dans les documents d’urbanisme. Le périmètre des servitudes d'utilité publique et des zones d'obligation légale de débroussaillement pour les particuliers est quant à lui défini pour la commune dans une carte dédiée.

#### Risque particulier
Dans plusieurs parties du territoire national, le radon, accumulé dans certains logements ou autres locaux, peut constituer une source significative d’exposition de la population aux rayonnements ionisants. Certaines communes du département sont concernées par le risque radon à un niveau plus ou moins élevé. Selon la classification de 2018, la commune de Lubersac est classée en zone 2, à savoir zone à potentiel radon faible mais sur lesquelles des facteurs géologiques particuliers peuvent faciliter le transfert du radon vers les bâtiments.

## Toponymie
Le nom de Lubersac vient de Luperciacum : domaine de Lupercus, un propriétaire gallo-romain.

## Histoire

### Époque romaine
Les traces d'occupation remontent à l'antiquité romaine. On a en effet retrouvé aux alentours de Lubersac, dans certains villages, dans les champs, des tegulae, tuiles à rebord datant des Gallo-Romains. Récemment (2010), lors de fouilles opérées sous l’église, on a trouvé d’autres plaques, ainsi que des morceaux d’enduit, des sarcophages et une pièce de monnaie avec un portrait d’Hadrien, empereur romain du Ier-IIe siècle apr. J.-C.
À l’époque gallo-romaine, Lubersac se trouvait déjà sur des itinéraires importants : 
- la voie Lemovicana qui permettait de se rendre du Nord au Sud du Limousin ;
- la route des métaux (de l’Armorique à la Méditerranée) ;
- la route Ségur-Uzerche et Salon-la-Tour.

### Époque féodale
En 1093, Hugues de Lubersac accorde une charte de commune aux habitants, avant d'entrer dans les ordres en se faisant moine. En 1993, pour célébrer le 9e centenaire de cette charte, l'une des rues de la ville reçut le nom de Hugues de Lubersac.
Comme souvent, les noms actuels de certaines rues rappellent encore les privilèges des seigneurs, les corps de métiers et les traditions de l'époque médiévale.
- rue du Colombier : privilège d'élever des pigeons ;
- rue des Prés Clos ;
- impasse des Fours-Banaux ;
- la rue du Pré de Ceyrat (en occitan : la cera, qui signifie la cire, pourrait indiquer la présence de ruches) ;
- un pré du Vivier (élevage de poisson), aujourd'hui disparu.

## Politique et administration

### Liste des maires
| Période                                  | Période   | Identité                               | Étiquette       | Qualité |
| ---------------------------------------- | --------- | -------------------------------------- | --------------- | --- |
| Les données manquantes sont à compléter. |           |                                        |                 | |
| 1851                                     | 1865      | Félix Jean Bon                         |                 | Notaire |
| 1878                                     | 1879      | Émile Doussaud                         | Républicain     | Avocat Conseiller général de Lubersac (1880 → 1892) |
| Les données manquantes sont à compléter. |           |                                        |                 | |
| 1925                                     | ?         | Marcel Chastanet                       | Rad.            | Banquier Conseiller général de Lubersac (1945 → 1970) Conseiller d'arrondissement (1925 → 1940)                                                                              |
| Les données manquantes sont à compléter. |           |                                        |                 | |
| mars 1971                                | juin 1995 | Jean Decaie                            | UDR puis RPR    | Docteur vétérinaire, ingénieur agronome Conseiller général de Lubersac (1970 → 2000) Conseiller régional du Limousin                                                         |
| juin 1995                                | mai 2020  | Jean-Pierre Decaie (fils du précédent) | DVD puis UMP-LR | Exploitant agricole retraité, maire honoraire Conseiller général de Lubersac (2000 → 2015) Vice-président du conseil général Président de la CC Lubersac-Auvézère (? → 2014) |
| mai 2020                                 | En cours  | Philippe Gonzalez                      | DVD             | Médecin retraité Vice-président de la CC du Pays de Lubersac-Pompadour |

## Population et société

### Démographie
Les habitants sont appelés les Lubersacois.
| 1793  | 1800  | 1806  | 1821  | 1831  | 1836  | 1841  | 1846  | 1851  |
| ----- | ----- | ----- | ----- | ----- | ----- | ----- | ----- | ----- |
| 3 428 | 3 026 | 3 082 | 3 631 | 3 502 | 3 882 | 3 768 | 3 850 | 3 853 |

| 1856  | 1861  | 1866  | 1872  | 1876  | 1881  | 1886  | 1891  | 1896  |
| ----- | ----- | ----- | ----- | ----- | ----- | ----- | ----- | ----- |
| 3 878 | 3 702 | 3 826 | 3 668 | 3 690 | 3 817 | 3 876 | 3 905 | 3 980 |

| 1901  | 1906  | 1911  | 1921  | 1926  | 1931  | 1936  | 1946  | 1954  |
| ----- | ----- | ----- | ----- | ----- | ----- | ----- | ----- | ----- |
| 3 719 | 3 748 | 3 651 | 3 268 | 3 243 | 3 137 | 3 011 | 2 899 | 2 635 |

| 1962  | 1968  | 1975  | 1982  | 1990  | 1999  | 2006  | 2008  | 2013  |
| ----- | ----- | ----- | ----- | ----- | ----- | ----- | ----- | ----- |
| 2 513 | 2 444 | 2 395 | 2 397 | 2 248 | 2 169 | 2 256 | 2 279 | 2 235 |

| 2018  | 2022  | - | - | - | - | - | - | - |
| ----- | ----- | - | - | - | - | - | - | - |
| 2 235 | 2 253 | - | - | - | - | - | - | - |

### Développements récents
Depuis 2003, la ville connait un certain développement et notamment l'agrandissement du lotissement de la Faucherie. Des grands magasins se sont installés au nord et sud de la ville.

### Sports
La ville possède en son centre un stade de football, le stade Jean-Nexon. Ce stade est bordé de courts de tennis et fait face à un gymnase et à un terrain d’entraînement. Elle possède également un stade de rugby, où le club surnommé "Luborgnac" (regroupement des équipes de rugby de Orgnac-sur-Vézère, et de Lubersac) évolue en deuxième série, ainsi qu'une piscine équipée d'un petit bassin destiné aux enfants, d'un bassin possédant 3 toboggans, et d'un grand bassin. Un espace aqua-récréatif faisant face au plan d'eau complète l'offre pour les adepte de marche, de course à pied et de pêche.
En 1996, un Lubersacois participe au tour de France qu'il termine à la 129e place, il s'agit de Jean-Luc Masdupuy. Ce dernier est issu d'une famille de cyclistes. Chaque année pour le lundi de la fête à Lubersac, un grand prix cycliste est organisé, il porte le nom de Danièle Masdupuy, qui fut pendant longtemps la cheville ouvrière du club cycliste local.

## Culture locale et patrimoine

### Lieux et monuments
Plusieurs bâtiments présentent un intérêt culturel et patrimonial pour la ville et la région.

#### Maison Renaissance
La maison Renaissance est située sur la place de l'Horloge, en plein centre du bourg. Connue comme maison des archiprêtres dès le XIe siècle, ses arcades et sa façade sculptée datent de la Renaissance (fin XVe siècle) et sont l'œuvre d'artistes italiens. Les archiprêtres l'ont occupée jusqu'en 1790. Elle abrite ensuite la mairie de 1847 à 1955. En 1881, on construit sur sa toiture un clocheton destiné à recevoir l'horloge du clocher de l'ancienne église Saint-Hilaire.
Elle est classée monument historique en 2003.

#### Château du Verdier
Le château du Verdier ou château de Lubersac est situé à la sortie de Lubersac, sur la route de Pompadour, où il a été reconstruit en 1850 après l'incendie qui l'a détruit en 1848. Le parc du château, auparavant privé, est devenu ouvert au public au cours de l'année 2022.
De nos jours ne reste du château féodal[Où ?] que le groupe des tours sud et la tour carrée au nord. Sur l'entrée des deux tours rondes (au nord et au sud) on peut voir le blason des Lubersac (un loup passant). En contrebas du château coule la fontaine Saint-Yrieix, connue comme « bonne fontaine » depuis le XIVe siècle.
Au cours de l'année 2022, d'importants travaux ont été réalisés par l'entreprise Lascaux TP ainsi que par les services techniques de la ville, créant ainsi une agréable balade, d'où les restes de la fontaine Saint-Yrieix, détruite par la chute d'un chêne, sont visibles.

#### Église Saint-Étienne

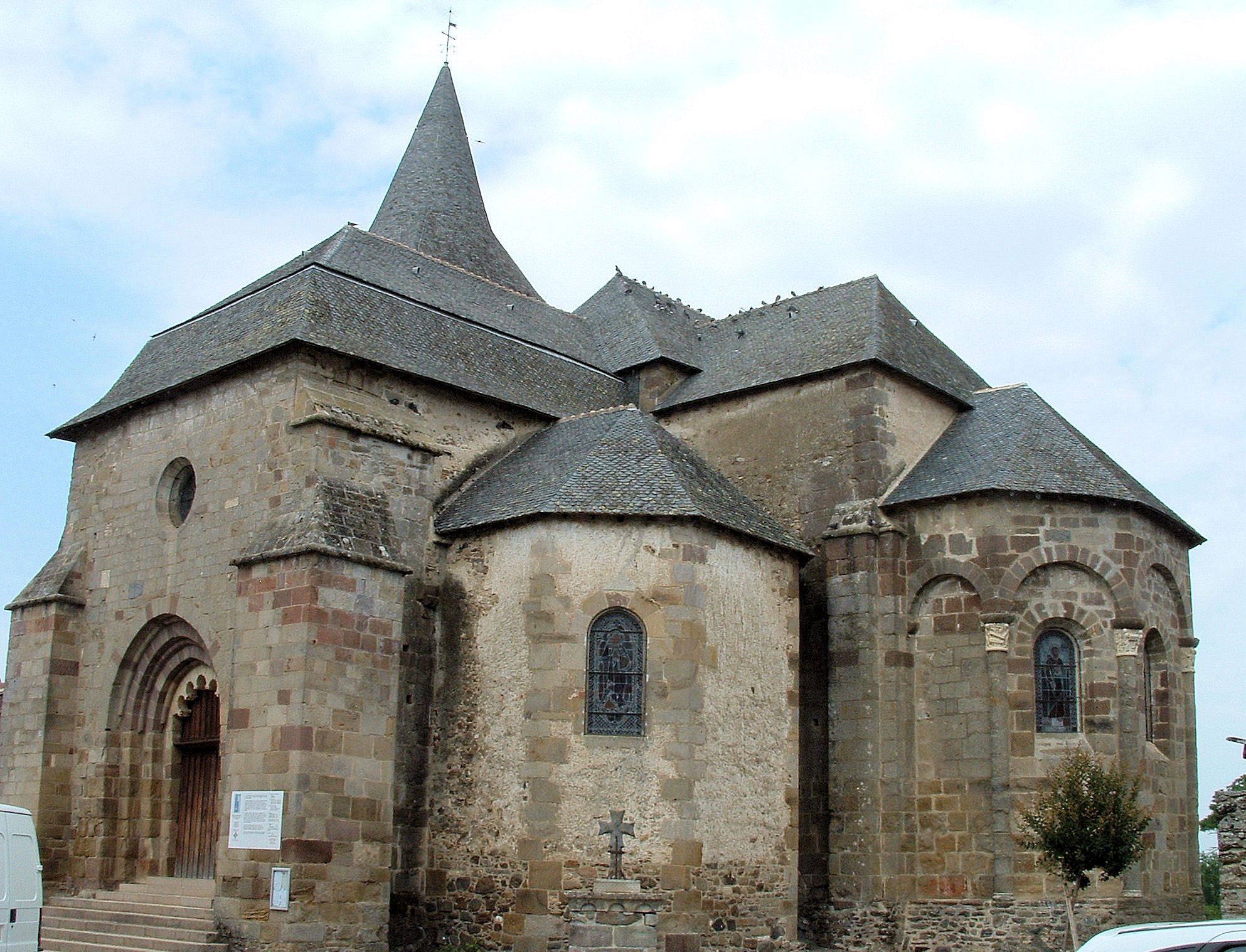
Église Saint-Étienne - chevet.

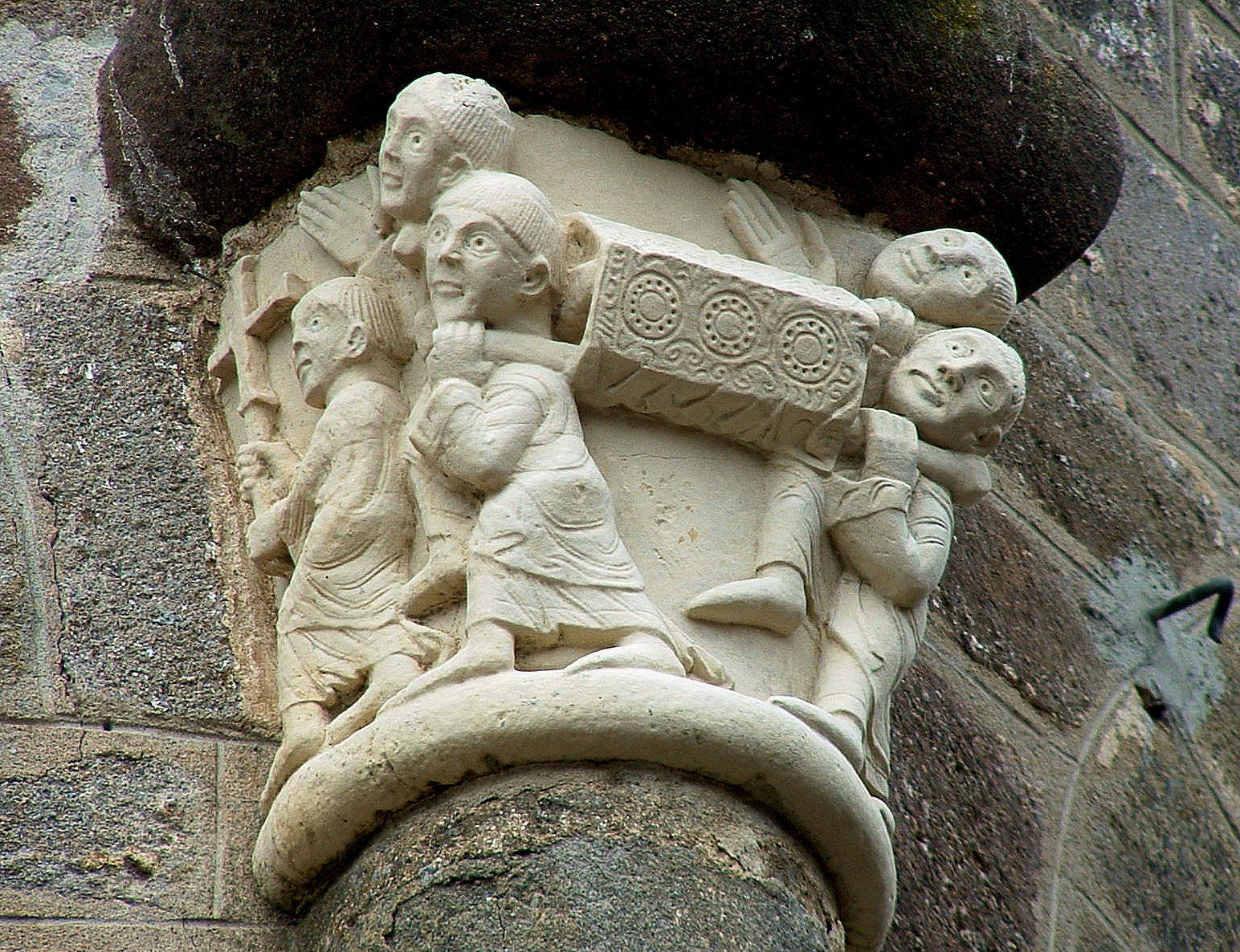
Chevet - chapiteau de la translation des reliques de saint Étienne.

L'église Saint-Étienne de Lubersac a été bâtie vers le milieu du Xe siècle. Elle est de style roman, et comporte de nombreuses traces d'art sacré, tel des décors peints d'une grande richesse. Elle est classée aux monuments historiques depuis 1910.

#### Église Saint-Hilaire
L'église Saint-Hilaire fut bâtie au XIIe siècle. Elle se trouvait derrière la maison Renaissance. En 1776, à la suite d'un orage au cours duquel la foudre tombe sur le clocher, son état de délabrement est tel qu'on l'interdit au culte. La Révolution la transforme en lieu d'assemblée mais elle est finalement en grande partie démolie, ne gardant debout que son clocher. Ce dernier, déjà en mauvais état, s'écroule finalement en 1879 lors d'une violente tempête.

### Personnalités liées à la commune
- Famille de Lubersac, famille subsistante de la noblesse française qui prouve sa noblesse depuis l'année 1267[28]. À cette famille appartiennent Jean-Baptiste-Joseph de Lubersac, Guy de Lubersac, Raoul de Lubersac.
- Aubin Bigorie du Chambon, né à Lubersac le 14 août 1757 (au n° 14 actuel de la rue Saint-Jean), député girondin à la Convention.
- Joseph Souham, né le 30 mai 1760 et mort le 28 avril 1837 à Versailles, général d'Empire ; il contribua à organiser la Révolution française dans la ville de Lubersac.
- Joseph Jules de Foucauld, né au château de Lubersac le 19 septembre 1782 et mort à Metz (Moselle) le 3 mars 1821, officier et député français.
- Arthur Mugnier, né en 1853 à Lubersac et mort en mars 1944, prêtre catholique connu pour avoir participé pendant très longtemps à la vie mondaine et littéraire de Paris.
- Marc Doussaud, né le 6 juin 1871 à Lubersac, où il est mort le 8 septembre 1944, homme politique français.
- Pierre Bernotte, né à Lubersac le 19 février 1929 et mort à Limoges le 13 juillet 1996, peintre français.
- Jean Nexon, ancien médecin de la ville ; son nom a été donné au stade de football en hommage aux services qu'il a rendus à la commune.

### Héraldique
| Blason de Lubersac | Blason  | De gueules au loup passant d'or. |
| Blason de Lubersac | Détails | Blason communal depuis le 11 juillet 1983. Ce blasonnement, dont l'énoncé ne semble pas très conforme aux usages héraldiques, serait celui, selon Malte-Brun, d'un des premiers seigneurs de la ville, nommé Louparsat (de l'occitan limousin, lou parça, qui signifie le loup percé), lieutenant des comtes de Limoges, qui aurait « délivré la contrée d'un loup sauvage ». Adopté le 29 novembre 1985. |

## Pour approfondir